# Bactra distinctana
Bactra distinctana is een vlinder uit de familie bladrollers (Tortricidae). De wetenschappelijke naam is voor het eerst geldig gepubliceerd in 1900 door Paul Mabille.
De soort komt voor in tropisch Afrika.